# Homme s'essuyant la jambe
L'Homme s'essuyant la jambe est une huile sur toile inachevée du peintre impressionniste français Gustave Caillebotte (1848-1894). Elle date de 1884 et mesure 125 × 100 cm. Elle est le pendant du tableau de Caillebotte intitulé L'Homme au bain, conservé au musée des beaux-arts de Boston. Ces deux grands tableaux illustrent le même homme et la même salle de bains, avec sa baignoire de cuivre et sa chaise paillée.
L'Homme s'essuyant la jambe fait partie actuellement d'une collection particulière.